# Дъбова гъба
Дъбовата гъба, наричана също дъбов сюнгер (Daedalea quercina), е вид неядлива базидиева гъба от семейство Fomitopsidaceae.

## Описание
Плодното тяло в началото е с формата на обърнато копито и със заоблен ръб, а по-нататък изтънява до почти полукръгло с хоризонтално разположен или леко повдигнат остър ръб. То е странично захванато за субстрата и достига 30 cm широчина и 7 cm дебелина. Цялата му горна страна е набръчкана и концентрично набраздена. На цвят е бежово, бледоохрено, понякога с розови оттенъци, с редуващи се концентрични ивици. По долната повърхност на плодното тяло са разположени тръбици, които са дебели и твърди. Порите са издължени и приличат на пластинки, а на цвят са охрени. Месото е тънко, с коркова текстура, жилаво, първоначално белезникаво до кремаво, а по-късно светлокафеникаво, със силна гъбена миризма. Гъбата се счита за неядлива.

## Местообитание
Среща се целогодишно поединично или на групи, като расте върху живи и мъртви стволове и върху пънове (най-вече на дъб), рядко и на други широколистни дървета (липа, габър, акация, кестен, бук).